# Brenton Jones
Brenton Jones (Jindivick, Australia, 12 de diciembre de 1991) es un ciclista australiano.

## Palmarés
2013
- 1 etapa del Tour de Southland

2014
- 2 etapas del Tour de Singkarak
- 1 etapa del New Zealand Cycle Classic

2015
- 1 etapa del Tour de Japón[2]
- 1 etapa del Tour de Hainan[3]

2016
- 2 etapas del Tour de Corea[4][5]

2017
- 1 etapa del Tour de Taiwán
- 1 etapa del Tour de Corea

2018
- 2 etapas de la Tropicale Amissa Bongo
- 1 etapa de la Vuelta al Lago Qinghai

2019
- 1 etapa de la Vuelta al Lago Qinghai
- 1 etapa del Tour del Lago Taihu